# WayV
WayV (кит.: 威神V; піньїнь: WēiShén V, українською англійська версія читається як «Вейві», китайська — як «вейшень ві») — орієнтований на Китай підрозділ південнокорейського гурту NCT, сформований у 2019 році компанією SM Entertainment та її партнером Label V. Дебют гурту відбувся 17 січня 2019 року з цифровим мініальбомом The Vision. До складу WayV увійшли чотири мембери NCT (Кун, Тен, Лукас, Вінвін) та три учасники SM Rookies (Хендері, Сяоджун, Янян). 10 травня 2023 року гурт покинув Лукас.

## Назва
Назва гурту розшифровується як «We Are Your Vision», що українською можна перекласти як «Ми — ваше бачення». Офіційна назва фандому — WayZenNi (чит. як «вейжені»).
За висловом учаснику гурту Тена, «Ми хочемо, аби нас сприймали як паназійський попгурт або як гурт з окремим жанром — WayV-поп».

## Кар'єра

### 2016—2018: додебютний період
Чутки про плани SM Entertainment організувати китайський підрозділ NCT ширилися ще з 2016 року. У січні голова компанії Лі Суман виступив з презентацією «SMTOWN: New Culture Technology 2016», у якій вперше розповів про можливість створення підрозділів NCT, які б базувалися у різних світових столицях. Але втілення цих планів з різних причин затрималося аж на два роки, доки 13 серпня 2018 року SM Entertainment на своєму офіційному Twitter-акаунті повідомила про створення китайського підрозділу NCT під робочою назвою «NCT China».
31 грудня 2018 SM Entertainment офіційно оголосила про те, що у січні 2019 року під назвою WayV дебютуватиме з семи осіб. Цього ж дня відбулося представлення учасників підрозділу: Куна, Хендері, Лукаса, Тена, Вінвіна, Сяоджуна та Яняна. Кун вперше з'явився у проєкті NCT 2018, Лукас і Тен дебютували з NCT U, а ВінВін — з NCT 127. Хендері, Сяоджун та Ян'Ян були вперше з'явилися перед публікою саме як учасники WayV.

### 2019: дебют зThe Vision, мініальбомиTake OffтаTake Over the Moon
17 січня 2019 року WayV дебютували з цифровим мініальбомом The Vision. Головна пісня альбому «Regular», в також «Come Back» є китайськими версіями пісень саб'підрозділу NCT 127, а «Dream Launch» — оригінальним треком. The Vision посів верхні рядки чарту QQ Music та перші позиції у чартах iTunes 12 країн світу. З того часу він посів 3 місце у чарті Billboard Digital Song Sales, 4-те — у Billboard Social 50. На той час це було найкращим результатом китайського попгурту.
9 травня відбувся реліз першого мініальбому Take Off з однойменним головним треком. Кліп на нього було знято у декількох місцях Києва: на території ДП «Антонов», та його літака, на Подільсько-Воскресенському мості, на території НТУУ «Київський Політехнічний інститут ім. Ігоря Сікорського» та вулиці Петра Сагайдачного. Take Off посів перше місце у QQ Music та у чартах iTunes 30 країн світу, у тому числі і в Україні.
У серпні-вересні на платформах Youku and YouTube відбувся показ першого 12-епізодного реаліті-шоу гурту під назвою Dream Plan.
29 жовтня WayV випустили свій другий мініальбом Take Over The Moon з головним треком «Moonwalk». З цим альбомом гурт вперше опинився у чарті Billboard Heatseekers Albums на 24 позиції, а також на 5 місці південнокорейського Gaon Album Chart. До написання текстів до бісайд-треків альбому — «King of Hearts» та «We Go Nanana» долучилися Хендері та Ян'Ян. Як пояснив лідер гурту Кун, назва альбому Take Over The Moon — це метафора «приземлення» на новому рівні після того, що WayV «злетіли» з попереднім мініальбомом Take Off.
Наступного дня після релізу Take Over The Moon, 30 жовтня, гурт вперше з'явився на південнокорейському телебаченні у музичній програмі Show Champion телеканалу MBC Music. 5 листопада відбувся реліз англомовної версії бісайду з цього альбому — пісні «Love Talk», виконаної у наближеному до R&B стилі, та кліпу на неї. У тиждень релізу англомовна версія «Love Talk» посіла 3-тє місце у чарті Billboard World Digital Song Sales, а також потрапила на друге місце QQ Music Weekly Digital Sales Chart, що стало першою появою гурту у цьому чарті. У 2020 цей альбом було перевидано під назвою Take Over the Moon: Sequel, до якого увійшли англомовна версія «Love Talk» та трек «WayV.oice #1».
У грудні WayV провели низку зустрічей з фанатами у Бангкоці, Сеулі й Ухані.
Також у грудні на церемонії 2019 Mnet Asian Music Awards гурт здобув свою першу нагороду — Best New Asian Artist.

#### SuperM
10 серпня SM Entertainment та U.S. Capitol оголосили про запуск нового проєкту  — гурту SuperM, до складу якого увійшли учасники різних проєктів SM: Тейон та Марк з NCT 127, Лукас і Тен з WayV, Кай та Бекхьон з EXO, Темін з SHINee. Дебют SuperM відбувся 4 жовтня 2019 року. У цьому гурті Тен зайняв позиції головного танцюриста та вокаліста, а Лукас — репера.

### 2020: перший повноформатний альбомAwaken the World
Промоції першого повноформатного альбому Awaken the World розпочалися з івенту, що тривав з 1 по 7 червня, — мобільної онлайн-гри, де гравці, виконуючи завдання, мали відкривати картки із зображеннями учасників гурту. Поряд з цим, на різних інтернет-платформах було опубліковано тизер-фото.
9 червня було випущено цифрову версію Awaken the World, головною композицією якого стала «Turn Back Time». Кліп на неї вийшов 10 червня. Фізичні копії альбому з'явилися у продажу 18 червня. Затримка у їхньому виході була пов'язана з тим, що вбрання на фотографіях одного з учасників гурту викликало незадоволення громадськості, тому візуальне наповнення альбому було змінено. Того ж дня вийшла і корейська версія «Turn Back Time». Загалом альбом продовжив концепцію, закладену у попередніх релізах гурту, що ґрунтується на естетиці фантастичного майбутнього.
У рамках промоцій нового альбому WayV виступили на кількох південнокорейських музичних телешоу: Music Bank, Show! Music Core та The Show.
Awaken the World опинився на перших рядках чартів iTunes 19 країн та регіонів світу, увійшов до першої трійки музичного чарту UNI, посів 9-те місце у Billboard World Albums chart та 3-тє — у Gaon Album Chart. Також це верше альбом гурту опинився у японських чартах Billboard Japan Hot Albums та Oricon Weekly Albums Chart Крім того, всі треки з Awaken the World потрапили до першої десятки китайського чарту QQ Music, а головна пісня альбому «Turn Back Time» посіла 12-ту позицію у Billboard World Digital Song Sales chart. Оглядачі відзначили музичну різноманітність альбому, та гармонійність вокалу його учасників. Окрему увагу привернула до себе пісня «Only Human», у написанні тексту якої взяли участь Хендері та Ян'Ян, та «Electric Hearts», що початково була створена для іншого гурту SM Entertainment — Shinee.
29 липня було випущено англомовну версію пісні «Bad Alive» з альбому Awaken the World, а наступного дня було представлено кліп на неї.
WayV стали частиною проекту NCT NCT 2020, у якому WayV об'єдналися з учасниками інших саб'підрозділів NCT: NCT 127, NCT Dream та NCT U. До NCT 2020 Resonance Pt. 1, що вийшов 12 жовтня, було включено і пісню «月之迷 (Nectar)» від WayV. Це вперше гурт мав промоції як саб'підрозділ NCT. «月之迷 (Nectar)» дебютував на 12 позиції у чарті UNI.

### 2021— донині: мініальбомиKick BackтаPhantom
10 березня вийшов третій мініальбом гурту — Kick Back з однойменною головною піснею та кліпом на неї. Композиція «Kick Back (秘境)» досягла 1-го місця у чарті QQ Music, крім того, мініальбом посів перше місце у корейських чартах альбомів Hanteo, Gaon та Shinnara Records, а також — у iTunes Top Album Chart двадцяти п'яти країн світу, у тому числі України. Промоції Kick Back розпочались з шоукейсу, що транслювався платформою V Live 10 березня, та камбек-стейджу на корейському музичному шоу M Countdown, показаного наступного дня, де можна було побачити всіх сімох учасників. Проте у шоукейсі та подальших виступах на музичних шоу можна побачити лише п'ять учасників, тому що у цей час Вінвін та Лукас перебували в Китаї на карантині.
Спочатку було анонсовано, що четвертий мініальбом WayV під назвою Phantom, у запису якого взяло шість учасників, вийде 9 грудня 2022 року. Проте його було відкладено через смерть одного з високопосадовців КНР. Тому реліз відбувся 28 грудня. На підтримку релізу WayV вирушили у світовий фанмітинг тур, що розпочався у лютому.
10 травня SM Entertainment повідомили, що Лукас більше не є учасником проєктів NCT та WayV, й пообіцяли його подальші сольні активності.

## Саб'юніти
У червня 2021 було представлено перший саб'юніт WayV — Kun & Xiaojun (Кун та Сяоджун). Він випустив сингл-альбом «Back to You». 17 серпня із синглом «Low Low» дебютував другий саб'юніт — Ten & Yangyang (Тен та Янян). Третій саб'юніт — Lucas & Hendery (Лукас та Хендері), мав дебютувати 25 серпня із цифровим синглом «Jalapeño», але цей реліз було відкладено.

## Рекламні кампанії
Мембери WayV взяли участь у рекламних кампаніях різних брендів, у тому числі Skechers, Carslan, Cigalong Beauty та Maeil Barista Rules, а також з'явилися на обкладинках журналів Nylon China, Harper's Bazaar China, InStyle Icon, Men's Uno, Elle Korea.

## Учасники
| Сценічний псевдонім | Сценічний псевдонім | Сценічний псевдонім | Сценічний псевдонім | Справжнє ім'я          | Справжнє ім'я               | Справжнє ім'я                          | Справжнє ім'я       | Дата народження            | Місце народження | Позиція у гурті                           |
| Українською         | Латиницею           | Китайською          | Хангилем            | Українською            | Латиницею                   | Китайською / тайською                  | Хангилем            | Дата народження            | Місце народження | Позиція у гурті                           |
| ------------------- | ------------------- | ------------------- | ------------------- | ---------------------- | --------------------------- | -------------------------------------- | ------------------- | -------------------------- | ---------------- | ----------------------------------------- |
| Кун                 | Kun                 | 錕                  | 쿤                  | Цянь Кун               | Qian Kun                    | 錢錕                                   | 전곤                | 1 січня 1996 (29 років)    | Фуцзянь, КНР     | Лідер, головний вокаліст                  |
| Тен                 | Ten                 | —                   | 텐                  | Чіттапон Лічайяпорнкул | Chittaphon Leechaiyapornkul | 奇塔蓬·李猜雅龐庫李永欽 / ชิตพล ลี้ชัยพรกุล | 치따폰 리차이야폰꾼 | 27 лютого 1996 (29 років)  | Бангкок, Таїланд | Головний танцюрист, вокаліст, репер       |
| Вінвін              | WinWin              | 昀昀                | 윈윈                | Дон Січен              | Dong Sicheng                | 董思成                                 | 동사성              | 28 жовтня 1997 (27 років)  | Чжецзян, КНР     | Танцюрист, вокаліст                       |
| Сяоджун             | Xiaojun             | 肖俊                | 소준                | Сяо Деджун             | Xiao Dejun                  | 肖德俊                                 | 샤오쥔              | 8 серпня 1999 (25 років)   | Гуандун, КНР     | Головний вокаліст                         |
| Хендері             | Hendery             | —                   | 헨더리              | Вон Кунхан             | Wong Kuneng                 | 黃冠亨                                 | 황관형              | 28 вересня 1999 (25 років) | Макао            | Репер, танцюрист, вокаліст                |
| Янян                | YangYang            | 揚揚                | 양양                | Лю Янян                | Liu Yang-Yang               | 劉揚揚                                 | 유양양              | 10 жовтня 2000 (24 роки)   | Тайвань          | Головний репер, головний танцюрист, макне |
| Колишні учасники    |                     |                     |                     |                        |                             |                                        |                     |                            |                  |                                           |
| Лукас               | Lucas               | —                   | 루카스              | Вон Юкхей              | Wong Yukhei                 | 黃旭熙                                 | 황욱희              | 25 січня 1999 (26 років)   | Гонконг          | Репер, танцюрист                          |

## Дискографія

### Студійні альбоми
- Awaken the World (2020)
- On My Youth (2023)

## Концерти та тури
| Тури - WayV Fanmeeting Tour «Section#1: We Are Your Vision» (2019) - WayV Fanmeeting Tour «Phantom» (2023) - WayV Showcase Tour «On My Youth» (2023) Концерти One-off - WayV — Beyond the Vision (2020) - WayV Japan 2023 «The First Vision» (2023) | Участь у концертах - NCT: Resonance 'Global Wave' (2020) - SM Town Live «Culture Humanity» (2021) - SM Town Live 2022: SMCU Express at Kwangya (2022) - SM Town Live 2022: SMCU Express at Human City Suwon (2022) - SM Town Live 2022: SMCU Express at Tokyo (2022) - SM Town Live 2023: SMCU Palace at Kwangya (2023) - NCT Nation: To The World (2023) |

## Фільмографія

### Реаліті-шоу
| Рік  | Назва                   | Мережа         | Нотатки                                                                               | Прим.         |
| ---- | ----------------------- | -------------- | ------------------------------------------------------------------------------------- | ------------- |
| 2019 | Dream Plan (少年威计划) | Youku, YouTube | 12 епізодів                                                                           | [ 69 ] [ 70 ] |
| 2020 | WayVision               | Seezn, TrueID  | Спродюсоване у Південній Кореї South Korea, 12 епізодів                               | [ 71 ]        |
| 2021 | WayVision 2             | Seezn          | Спродюсоване у Південній Кореї South Korea, тематика - зимні види спорту, 12 епізодів | [ 72 ]        |